# 亞內爾 (亞利桑那州)
亞內爾（英語：Yarnell）是位於美國亞利桑那州亞瓦派縣的一個人口普查指定地區。根據2010年美國人口普查，該地人口為649人，而該地的面積約為22.86平方千米。

## 地理
亞內爾的座標為34°13′21″N 112°44′59″W / 34.22250°N 112.74972°W，而該地最高點為海拔高度1457米（即4780英尺）。